# Sestina
Sotto il nome generico di sestina si individuano due strutture metriche diversificate: la sestina lirica e la sestina narrativa detta anche sesta rima.

## La sestina narrativa o sesta rima
La sestina narrativa o sesta rima è una stanza composta da sei versi endecasillabi con schema: ABABCC. Come avverte Elwert non si chiamano sestina o sesta rima tutte le strofe di sei versi, ma solo il tipo ABABCC. Pertanto, nell'eventualità in cui si dovessero riscontrare, per esempio, strofe con schema: ABABAB o ABCCDD si dovrà semplicemente parlare di strofe di sei versi.

Questa stanza viene utilizzata dal giovane Leopardi per la traduzione in italiano della Batracomiomachia di Omero; eccone l'incipit:
(Batracomiomachia, 1-1, Giacomo Leopardi)

## La sestina lirica
La sestina lirica o canzone-sestina è caratterizzata da stanze indivisibili e dalle seguenti regole:
- Il componimento è formato da 6 stanze di 6 endecasillabi ciascuna
- Nessun verso rima all'interno della stanza
- I versi che rimano tra loro terminano con la stessa parola-rima
- Nel congedo di 3 versi ricompaiono tutte e 6 le parole rima: 3 in fine di verso e tre all'interno.
- I versi sono ordinati secondo la regola della retrogradatio cruciata, o permutazione centripeta. Questo lo schema:

ABCDEF, FAEBDC, CFDABE, ECBFAD, DEACFB, BDFECA.
Come si vede, in ogni stanza la prima parola-rima corrisponde alla sesta della stanza precedente, la seconda corrisponde alla prima, la terza alla penultima, la quarta alla seconda, la quinta alla terzultima e l'ultima alla terza. Quindi, la regola generale sarà, in cifre, 6-1-5-2-4-3, serie numerica che corrisponde, come ha mostrato Paolo Canettieri, al modo in cui sono disposti i punti sui dadi.
Nella poesia italiana questo particolare tipo di canzone è stata introdotta da Dante con Al poco giorno e al gran cerchio d'ombra
che si rifece alla canso di Arnaut Daniel Lo ferm voler qu'el cor m'intra.
| 1        | Al poco giorno e al gran cerchio d'ombra      | A       | Ombra | 1   |
| 2        | son giunto, lasso, ed al bianchir de' colli,  | B       | Colli | 2   |
| 3        | quando si perde lo color ne l'erba:           | C       | Erba  | 3   |
| 4        | e 'l mio disio però non cangia il verde,      | D       | Verde | 4   |
| 5        | sì è barbato ne la dura petra                 | E       | Petra | 5   |
| 6        | che parla e sente come fosse donna.           | F       | Donna | 6   |
|          |                                               |         |       |     |
| 7        | Similemente questa nova donna                 | F       | Donna | 6   |
| 8        | si sta gelata come neve a l'ombra:            | A       | Ombra | 1   |
| 9        | ché non la move, se non come petra,           | E       | Petra | 5   |
| 10       | il dolce tempo che riscalda i colli           | B       | Colli | 2   |
| 11       | e che li fa tornar di bianco in verde         | D       | Verde | 4   |
| 12       | perché li copre di fioretti e d'erba.         | C       | Erba  | 3   |
|          |                                               |         |       |     |
| 13       | Quand'ella ha in testa una ghirlanda d'erba,  | C       | Erba  | 3   |
| 14       | trae de la mente nostra ogn'altra donna:      | F       | Donna | 6   |
| 15       | perché si mischia il crespo giallo e 'l verde | D       | Verde | 4   |
| 16       | si bel, ch'Amor lì viene a stare a l'ombra,   | A       | Ombra | 1   |
| 17       | che m'ha serrato intra piccioli colli         | B       | Colli | 2   |
| 18       | più forte assai che la calcina petra.         | E       | Petra | 5   |
|          |                                               |         |       |     |
| 19       | La sua bellezza ha più vertù che petra,       | E       | Petra | 5   |
| 20       | e 'l colpo suo non può sanar per erba.        | C       | Erba  | 3   |
| 21       | ch'io son fuggito per piani e per colli,      | B       | Colli | 2   |
| 22       | per potere scampar da cotal donna;            | F       | Donna | 6   |
| 23       | e dal suo lume non mi può far ombra           | A       | Ombra | 1   |
| 24       | poggio né muro mai né fronda verde.           | D       | Verde | 4   |
|          |                                               |         |       |     |
| 25       | Io l'ho veduta già vestita a verde,           | D       | Verde | 4   |
| 26       | sì fatta ch'ella avrebbe messo in petra       | E       | Petra | 5   |
| 27       | l'amor ch'io porto pur a la sua ombra:        | A       | Ombra | 1   |
| 28       | ond'io l'ho chesta in un bel prato d'erba     | C       | Erba  | 3   |
| 29       | innamorata com'anco fu donna,                 | F       | Donna | 6   |
| 30       | e chiuso intorno d'altissimi colli.           | B       | Colli | 2   |
|          |                                               |         |       |     |
| 31       | Ma ben ritorneranno i fiumi a' colli,         | B       | Colli | 2   |
| 32       | prima che questo legno molle e verde          | D       | Verde | 4   |
| 33       | s'infiammi, come suol far bella donna,        | F       | Donna | 6   |
| 34       | di me; che mi torrei dormire in petra         | E       | Petra | 5   |
| 35       | tutto il mio tempo e gir pascendo l'erba,     | C       | Erba  | 3   |
| 36       | sol per veder do' suoi panni fanno ombra.     | A       | Ombra | 1   |
| Congedo: |                                               |         |       |     |
| 37       | Quantunque i colli fanno più nera ombra,      | (colli) | ombra | 2+1 |
| 38       | sotto un bel verde la giovane donna           | (verde) | donna | 4+6 |
| 39       | la fa sparer, com'uom petra sott’erba.        | (petra) | erba  | 5+3 |

La sestina lirica fu consacrata definitivamente come genere autonomo rispetto alla canzone da Francesco Petrarca, che nel suo Canzoniere ne inserì ben 9 (tra cui una doppia, composta di 12 strofe) e si diffuse in seguito in tutta Europa. Fu usata da alcuni umanisti come Leon Battista Alberti e la vediamo apparire nei canzonieri del Cinquecento e Seicento e nelle raccolte dell'Arcadia.
Essa viene usata dai poeti tedeschi romantici e da Giosuè Carducci nell'Ottocento, e nel Novecento da Gabriele D'Annunzio, Giuseppe Ungaretti e Franco Fortini, dall'inglese Rudyard Kipling, dagli statunitensi Ezra Pound, Wystan Hugh Auden e John Ashbery e dal catalano Joan Brossa.